# Dore (rivier)
De Dore is een 141 km lange rivier in het midden van Frankrijk in het departement Puy-de-Dôme. Het is een rechter zijrivier van de Allier.
De Dore ontspringt op 1065 m boven zeeniveau, bij Saint-Germain-l'Herm in het Centraal Massief.
Hij stroomt onder andere langs de volgende plaatsen:
- Arlanc
- Ambert
- Courpière
- Puy-Guillaume.

Zes kilometer ten noorden van Puy-Guillaume mondt de Dore, op 266 m boven zeeniveau, uit in de Allier.
In de rivier zijn twee stuwdammen gebouwd ten behoeve van de elektriciteitsvoorziening middels waterkrachtcentrales.
- Bibliothèque nationale de France: cb13177766r (data)
- Library of Congress Control Number: sh2002008676
- Nationale Bibliotheek van Israël: 987007558911405171
- Système universitaire de documentation: 035264349
- Virtual International Authority File: 2146030603535862918